# (11184) Postma
(11184) Postma (1998 HJ9) – planetoida z pasa głównego asteroid okrążająca Słońce w ciągu 5,27 lat w średniej odległości 3,03 j.a. Odkryta 18 kwietnia 1998 roku.